# Campeonato Maranhense de Futebol de 1996
O Campeonato Maranhense de Futebol de 1996 foi a 75º edição da divisão principal do campeonato estadual do Maranhão. O campeão foi o Bacabal que conquistou seu 1º título na história da competição. O artilheiro do campeonato foi Vágner Paulista, jogador do Sampaio Corrêa, com 16 gols marcados.